# Ист Хамптон Норт (Њујорк)
Ист Хамптон Норт (енгл. East Hampton North) насељено је место без административног статуса у америчкој савезној држави Њујорк.

## Демографија
По попису из 2010. године број становника је 4.142, што је 555 (15,5%) становника више него 2000. године.
| Група             | 2000.         | 2010.         |
| Белци             | 2.575 (71,8%) | 2.179 (52,6%) |
| Афроамериканци    | 265 (7,4%)    | 250 (6,0%)    |
| Азијати           | 58 (1,6%)     | 44 (1,1%)     |
| Хиспаноамериканци | 596 (16,6%)   | 1.594 (38,5%) |
| Укупно            | 3.587         | 4.142         |